# Anisomeria bistriata
Anisomeria bistriata là một loài bọ cánh cứng trong họ Bọ nước. Loài này được Brullé miêu tả khoa học năm 1835.

## Hình ảnh

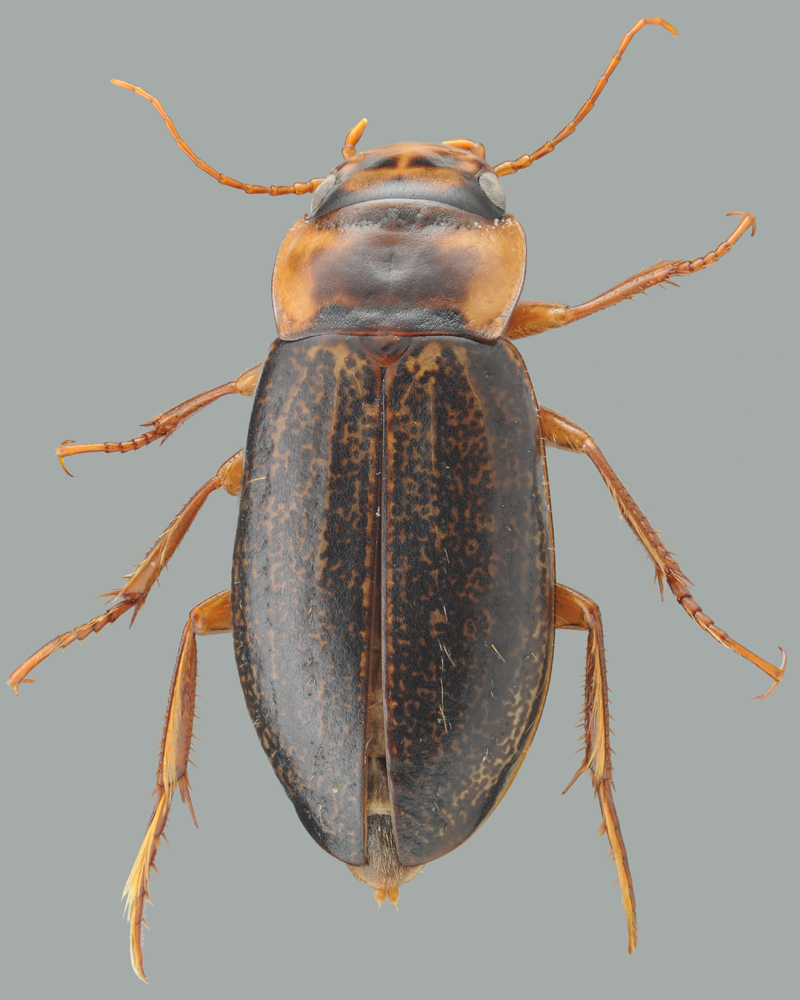